# Liste des ZNIEFF des Pyrénées-Orientales
Cet article présente la liste des zones naturelles d'intérêt écologique, faunistique et floristique des Pyrénées-Orientales. Ce département du Sud de la France, qui s'étend du massif des Pyrénées jusqu'à la mer Méditerranée comprend, en juin 2021, 197 zones naturelles d'intérêt écologique, faunistique et floristique (ZNIEFF) continentales et trois ZNIEFF marines. Certaines de ces zones sont communes avec les départements voisins de l'Aude et de l'Ariège.

## Liste

### Zones continentales
| Code      | Nom                                                                 | Superficie (ha) |
| --------- | ------------------------------------------------------------------- | --------------- |
| 730006764 | Massif de Quérigut et forêt du Carcanet (Donezan)                   | 12106,76        |
| 730011924 | Massif de l'Aston et haute vallée de l'Ariège                       | 38862,29        |
| 730011962 | Versant en rive droite de la haute vallée de l'Ariège               | 6237,27         |
| 730012135 | Bassin versant de l'Oriège et montagnes orientales d'Ax-les-Thermes | 18551,23        |
| 730012138 | Vallée et bassin versant de l'Oriège                                | 8937,8          |
| 730012151 | Montagnes et vallées du Donezan centre et ouest                     | 8618,34         |
| 730012153 | Plateau de Quérigut, gorges de l'Aude et forêt du Carcanet          | 3214,87         |
| 730030529 | Ariège en amont d'Ax-les-Thermes                                    | 100,29          |
| 910010813 | Coume de Ponteils                                                   | 557,97          |
| 910010815 | Soulane du Mont Coronat                                             | 1505,12         |
| 910010816 | Haute Vallée de Nohèdes                                             | 2916,02         |
| 910010818 | Crêtes de Camelas                                                   | 53,61           |
| 910010822 | Prades de Thuir et de Llupia                                        | 335,35          |
| 910010828 | Plateau de Rodès et de Montalba                                     | 2676,95         |
| 910010829 | Massif de Força-Réal                                                | 633,27          |
| 910010830 | Corniches de Notre-Dame de Pène et d'Estagel                        | 1112,28         |
| 910010831 | Garrigues du Planal del Sorbier                                     | 1402,29         |
| 910010832 | Massif du Montoulié de Périllou                                     | 3270,62         |
| 910010834 | Versants littoraux et côte rocheuse des Albères                     | 7985,74         |
| 910010835 | Coteau de Can Rède                                                  | 15,78           |
| 910010836 | Vallon, bois et grotte de la Pouade                                 | 333,9           |
| 910010837 | Massif des Albères                                                  | 10837,21        |
| 910010838 | Crêtes de Pic Neoulos                                               | 366,2           |
| 910010839 | Forêt de la Massane                                                 | 358,9           |
| 910010840 | Ravin des Mouchouses                                                | 485,16          |
| 910010842 | Crête du Pic d'Aureille                                             | 269,62          |
| 910010843 | Cap Cerbère                                                         | 26,83           |
| 910010845 | Falaises de Banyuls à Cerbère                                       | 140,31          |
| 910010848 | Rivière Le Tech                                                     | 932,86          |
| 910010849 | Mas Larrieu                                                         | 178,32          |
| 910010850 | Crête du Pic de la Grange                                           | 68,33           |
| 910010851 | Cap d'Oullestrell                                                   | 46,11           |
| 910010852 | Cap Béar                                                            | 149,48          |
| 910010853 | Falaises du Racou à Collioure                                       | 30,67           |
| 910010854 | Falaises de la Mauresque et de la Miranda                           | 21,39           |
| 910010855 | Crête de Madeloc                                                    | 285,26          |
| 910010857 | Grau de la Massane                                                  | 3,7             |
| 910010858 | Plan d'eau de la Raho                                               | 20,12           |
| 910010862 | Complexe lagunaire de Canet-Saint-Nazaire                           | 1911,9          |
| 910010863 | Zone humide de l'étang de Canet                                     | 945,49          |
| 910010867 | Embouchures de l'Agly, du Bourdigou et de l'Auque                   | 487,66          |
| 910010868 | Garrigues de Castelnou                                              | 1559,33         |
| 910010870 | Massifs du Mont Hélène et du Montner                                | 327,4           |
| 910010871 | Colline et grotte de Montou                                         | 74,99           |
| 910010874 | Massif des Aspres                                                   | 28818,53        |
| 910010882 | Garrigues de Sournia et Grotte du Desix                             | 731,4           |
| 910010884 | Forêt de Boucheville                                                | 4927,72         |
| 910010885 | Vallée du Conflent                                                  | 5742,01         |
| 910010886 | Trancade d'Ambouilla                                                | 294,41          |
| 910010888 | Grottes des Canalettes                                              | 173,4           |
| 910010889 | Grotte de Sirach                                                    | 52,19           |
| 910010895 | Vallée du Llech                                                     | 1724,15         |
| 910010896 | Vallée de la Llipodère                                              | 544,73          |
| 910010897 | Vallée de la Lentilla                                               | 2850,89         |
| 910010898 | Soulane de la Preste                                                | 338,12          |
| 910010899 | Massif du Canigou                                                   | 19262,5         |
| 910010902 | Bassin de Coustouges                                                | 804,43          |
| 910010905 | Baga de Bordellat et vallée du ruisseau de Malrems                  | 951,7           |
| 910010907 | Le Vallespir                                                        | 47343,76        |
| 910010908 | Chaos granitique de Targasonne                                      | 85,93           |
| 910010911 | Prairies humides de la Plana                                        | 229,86          |
| 910010912 | Prairies humides de Matemale à Villanova                            | 323,53          |
| 910010913 | Forêt de la Matte                                                   | 260,09          |
| 910010915 | Forêt de Llivia et ruisseau de la Têt                               | 992,01          |
| 910010916 | Ruisseau de l'Angoustrine et ses prairies humides                   | 137,15          |
| 910010917 | Lac d'Aude et zones humides adjacentes                              | 22,62           |
| 910010918 | Val de Galbe                                                        | 1949,61         |
| 910010919 | Forêt de pins à crochets de la périphérie du Capcir                 | 13788,08        |
| 910010920 | Plateau des Camporells                                              | 602,88          |
| 910010922 | Vallée de la Têt en Amont des Bouillouses                           | 87,75           |
| 910010923 | Haute vallée de la Grave                                            | 226,7           |
| 910010925 | Système lacustre du Carlit                                          | 656,95          |
| 910010927 | Massif du Carlit                                                    | 11837,5         |
| 910010928 | Vallée du Carol                                                     | 2928,99         |
| 910010929 | Serrat des Loups                                                    | 9329,54         |
| 910010931 | Bac de la forêt domaniale de Fontpédrouse                           | 179,89          |
| 910010932 | Collines d'Estavar et Saillagouse                                   | 888,11          |
| 910010934 | Versant sud du Pic de Très Estelles                                 | 1089,85         |
| 910010935 | Vallée de la Carança                                                | 4315,17         |
| 910010936 | Vallée de Prats Balaguer                                            | 2409,57         |
| 910010937 | Cambre d'Ase                                                        | 186,54          |
| 910010938 | Vallée d'Eyne                                                       | 1211,24         |
| 910010939 | Vallée de Llo                                                       | 2211,46         |
| 910010940 | Haute vallée d'Err                                                  | 1277,82         |
| 910010941 | Haute vallée de Valcebolère                                         | 1435,16         |
| 910010943 | Chaine du Puigmal et Vallées Adjacentes                             | 28390,25        |
| 910010944 | Coma de l'Estanyols à Porté-Puymorens                               | 100,15          |
| 910010945 | Vallée de Font Nègre                                                | 218,14          |
| 910010946 | Massif de Campcardos                                                | 5861,98         |
| 910011260 | Complexe lagunaire de Salses-Leucate                                | 7769,24         |
| 910011261 | Sagnes d'Opoul et del Dévès                                         | 638,28          |
| 910011262 | Étang de Salses-Leucate                                             | 4964,44         |
| 910011276 | Fenouillèdes audois                                                 | 12141,05        |
| 910011280 | Pech dels Escarabaters et forêt domaniale d'Aigues-Bonnes           | 906,9           |
| 910011282 | Massif du Dourmidou et Forêt de Salvanère                           | 5367,62         |
| 910011706 | Gorges de Galamus et massif du Pech d'Auroux                        | 1008,17         |
| 910011710 | Crête de la Quille                                                  | 1390,62         |
| 910011733 | Massif du Madres                                                    | 8031,49         |
| 910011736 | Gorg Nègre                                                          | 567,61          |
| 910011773 | Massif du Fenouillèdes septentrional                                | 14046,17        |
| 910016002 | Plaine viticole et mare d'Opoul                                     | 237,91          |
| 910016003 | Serre de Tautavel                                                   | 1388,16         |
| 910016007 | Roc Campagna et Fort Libéria                                        | 414,16          |
| 910016147 | La Corrège et les Dosses                                            | 226,52          |
| 910030019 | Prairies des rives sud de l'étang de Leucate                        | 38,43           |
| 910030020 | Camp militaire du Maréchal Joffre                                   | 609,24          |
| 910030021 | Puig de l'Aliga                                                     | 110,8           |
| 910030022 | Mare de Peyrestortes                                                | 14,64           |
| 910030023 | Lido de l'étang de Canet                                            | 159,04          |
| 910030024 | Prade de Montescot                                                  | 455,52          |
| 910030025 | Cours du Tech de Palau-del-Vidre à son embouchure                   | 105,61          |
| 910030026 | Colline du Fort Saint-Elme à Collioure                              | 97,34           |
| 910030044 | Falaises dels Reguers                                               | 1,86            |
| 910030045 | Notre Dame de la Consolation                                        | 1,02            |
| 910030046 | Vallon El Ravaner                                                   | 19,21           |
| 910030047 | Prairies humides de Saint-Cyprien                                   | 50,76           |
| 910030048 | Dunes de Capellans                                                  | 18,16           |
| 910030049 | Els Estanyots                                                       | 33,87           |
| 910030050 | Plaine de Torremilla                                                | 28,48           |
| 910030067 | Vallons de Cerbère                                                  | 31,76           |
| 910030068 | Oueds de la Baillaury et de ses affluents                           | 56,53           |
| 910030071 | El Tamariguer                                                       | 23,95           |
| 910030072 | Crêtes des Albères au col de Gran Bau                               | 79,07           |
| 910030073 | Lido des Portes du Roussillon                                       | 102,91          |
| 910030074 | Pla des Gourgs et Clos Rodon                                        | 215,19          |
| 910030075 | Pic et Bois de la Rouquette                                         | 501,02          |
| 910030076 | Haute vallée de la Casteillane                                      | 391,17          |
| 910030077 | Flanc nord du Madres                                                | 664,3           |
| 910030078 | Llabanère, Lloumet et Serre de Palme                                | 1443,32         |
| 910030079 | Prairies du Col de la Quillane                                      | 229,61          |
| 910030080 | Prairies humides du lac de Matemale                                 | 79,17           |
| 910030081 | Prairies de Pinata                                                  | 68,5            |
| 910030082 | Vallée de Balcère                                                   | 609,18          |
| 910030083 | Étang du Racou de la Grave                                          | 52,35           |
| 910030084 | Plateau de Belloc et Pla des Horts                                  | 493,92          |
| 910030085 | Pics de la Pelade et d'Escoutou                                     | 577,87          |
| 910030093 | Fort de Salses                                                      | 2,64            |
| 910030099 | Serre d'Alquières                                                   | 360,26          |
| 910030100 | Chaos granitiques et mouillères de la Coma Armada                   | 61,28           |
| 910030113 | Vallée de l'Orri de la Vinyola                                      | 580,95          |
| 910030114 | Pelouses humides du Pas de la Case                                  | 557,95          |
| 910030115 | Vallée dels Pedrons                                                 | 342,4           |
| 910030116 | Ravin du col d'Ares                                                 | 382,68          |
| 910030117 | Bassin du Canidell                                                  | 830,68          |
| 910030118 | Replat de la Serra à Osséja                                         | 181,67          |
| 910030119 | Haute vallée de Planès                                              | 435             |
| 910030137 | Réserve naturelle nationale de Py                                   | 4321,74         |
| 910030138 | Vallée du Lanoux                                                    | 2067,19         |
| 910030139 | Rivière de Mantet, de Nyer à la Têt                                 | 53,53           |
| 910030140 | Mine d'Olette                                                       | 9,54            |
| 910030147 | Forêt de Salvanère et bois de l'Orri                                | 1007,81         |
| 910030148 | Forêt de Pin de Salzmann du Conflent                                | 1232,24         |
| 910030149 | Vallon de la Llosa                                                  | 310,32          |
| 910030150 | Baga de Siern                                                       | 186,01          |
| 910030151 | Haute vallée du Cady                                                | 1020,52         |
| 910030155 | Pic Dourmidou et Serre d'Escales                                    | 1248,48         |
| 910030156 | Conques du Canigou                                                  | 281,09          |
| 910030157 | Cirque des Cortalets                                                | 190,78          |
| 910030158 | Haut Vallespir du Pic de Costabonne au Pla Guillem                  | 3249,32         |
| 910030159 | Vallée de Mantet                                                    | 5167,23         |
| 910030160 | Flanc nord du massif du Canigou                                     | 3539,57         |
| 910030161 | Vallée du Campcardós                                                | 2422,43         |
| 910030166 | Étang de Canet                                                      | 630,26          |
| 910030251 | Marais du Mas Tamarit                                               | 13,7            |
| 910030427 | Font de Génégals et mares de la Galère                              | 4,07            |
| 910030470 | Garrigues de Vingrau                                                | 1621,81         |
| 910030471 | Garrigues de Fitou et de Salses-le-Château                          | 5456,79         |
| 910030472 | Serre de Quéribus                                                   | 225,81          |
| 910030486 | Massif de la Tourèze                                                | 1718,23         |
| 910030487 | Vallon de Felluns                                                   | 66,38           |
| 910030488 | Massif du Pic Aubeill                                               | 739,63          |
| 910030489 | Mine de fer de Montalba                                             | 52,25           |
| 910030490 | Grotte de Calmeilles                                                | 87,97           |
| 910030491 | Fort de Bellegarde                                                  | 129             |
| 910030492 | Plaine viticole de Baixas                                           | 1938,53         |
| 910030493 | Plaine d'Estagel et de Maury                                        | 1225,34         |
| 910030494 | Plaine de l'aérodrome de Saint-Paul-de-Fenouillet                   | 45,9            |
| 910030495 | Serre de la clue de la Fou                                          | 465,32          |
| 910030496 | Vallée de l'Agly                                                    | 163,51          |
| 910030497 | Vallée de la Têt de Vinça à Perpignan                               | 553,64          |
| 910030498 | Vallée du Tech de Céret à Ortaffa                                   | 610,69          |
| 910030499 | Falaises de la Tour de Cos                                          | 36,41           |
| 910030500 | Garrigues de Calce                                                  | 1556,94         |
| 910030501 | Massif du Sarrat d'Espinets                                         | 1771,96         |
| 910030502 | Coteaux du Fenouillèdes et Roc del Maure                            | 1146,66         |
| 910030503 | Ravin de la Massane                                                 | 1332,28         |
| 910030504 | Falaises de Tautavel et de Vingrau                                  | 1180,08         |
| 910030611 | Embouchure du Tech et grau de la Massane                            | 290,8           |
| 910030614 | Massif du Fenouillèdes                                              | 34156,85        |
| 910030615 | Plaine de St-Estève                                                 | 259,28          |
| 910030616 | Haute-Cerdagne                                                      | 5476,83         |
| 910030617 | Basse-Cerdagne                                                      | 3915,93         |
| 910030619 | Capcir                                                              | 3226,89         |
| 910030622 | Corbières orientales                                                | 30262,5         |
| 910030627 | Versant sud du Massif du Madres                                     | 27267,26        |
| 910030629 | Lido et marais de Toreilles                                         | 703,04          |
| 910030630 | Corbières centrales                                                 | 68810,43        |

### Zones marines
Le département comprend trois ZNIEFF marines sur son littoral méditerranéen. La colonne « code » contient les liens vers les fiches officielles, dont ces données sont issues.
| Code      | Nom                               | Superficie (ha) | Type | Prof. min. | Prof. max. |
| --------- | --------------------------------- | --------------- | ---- | ---------- | ---------- |
| 91M000004 | Herbiers à Cymodocées du Barcarès | 441             | 1    | 7          | 9          |
| 91M000005 | Banc rocheux du Barcarès          | 1272            | 2    | 22         | 35         |
| 91M000007 | La côte des Albères               | 5299            | 2    | 0          | 50         |